# Oboe da caccia

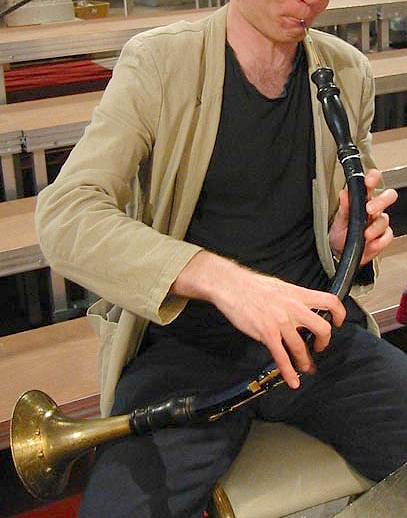
Oboe da caccia

Oboe da caccia (’jaktoboe’) är ett träblåsinstrument och en variant av barockoboe i altläge. Instrumentet är stämt i F och klingar därmed en ren kvint lägre än oboen.
Instrumentet konstruerades av Johann Eichentopf från Leipzig som var instrumentmakare med träblås som specialitet. På museer i Stockholm och Köpenhamn finns de två enda bevarade da caccia-instrumenten efter honom – ingetdera är längre spelbart. Oboe da caccian är krum, läderklädd och har (hos Eichentopf) ett klockstycke av mässing som är svartlackerat på insidan, motsvarande som hos jakthornet (corno da caccia) – troligtvis kommer namndelen da caccia därav.
Johann Sebastian Bach använde oboe da caccia i passionerna, kantaterna och juloratoriet. Andra som komponerat för instrumentet är Johann Friedrich Fasch, Christoph Graupner och Giovanni Battista Ferrandini.
Oboe da caccia har samma alt-stämning som en Taille de hautbois vilket är det instrument som senare utvecklades till engelskt horn som ofta brukas i stället för det mer ovanliga barockinstrumentet.